# Leis de Kepler

As leis de Kepler, com duas órbitas planetárias:
(1) As órbitas são elipses, com pontos focais ƒ_{1} e ƒ_{2} para o planeta 1 e ƒ_{1} e ƒ_{3} para o planeta 2. O sol está no ponto focal ƒ_{1}.
(2) Os dois setores sombreados A_{1} e A_{2} possuem a mesma área superficial e o tempo para o planeta 1 percorrer o segmento A_{1} é igual ao tempo para percorrer o segmento A_{2}.
(3) A relação entre os períodos dos planetas 1 e 2 está na proporção a_{1}^{3/2} : a_{2}^{3/2}

As leis de Kepler são as três leis do movimento planetário definidas por Johannes Kepler (1571 – 1630), um matemático e astrônomo alemão. Essas leis foram a principal contribuição de Kepler à mecânica celeste.
Kepler estudou as observações do astrônomo Tycho Brahe e descobriu, por volta de 1605, que estas observações seguiam três leis matemáticas relativamente simples. Suas três leis do movimento planetário desafiavam a astronomia e física de Aristóteles e Ptolomeu. Sua afirmação de que a Terra se movia, seu uso de elipses em vez de epiciclos e sua prova de que as velocidades dos planetas variavam mudaram a astronomia e a física.
Em 1596, Kepler publicou Mysterium Cosmographicum, onde expôs argumentos favoráveis às hipóteses heliocêntricas. Em 1609 publicou Astronomia Nova… De Motibus Stellae Martis, onde apresentou as três leis do movimento dos planetas, que hoje levam seu nome:
- Os planetas descrevem órbitas elípticas, com o Sol em um dos focos;
- O raio vetor que liga um planeta ao Sol descreve áreas iguais em intervalos de tempo iguais (lei das áreas);
- Os quadrados dos períodos de revolução ({\displaystyle T}) são proporcionais aos cubos das distâncias médias ({\displaystyle a}) do Sol aos planetas, isto é, {\displaystyle T^{2}=ka^{3}}, em que {\displaystyle k} é uma constante de proporcionalidade.

O modelo de Kepler é heliocêntrico. Seu modelo foi muito criticado pela falta de simetria decorrente de o Sol ocupar um dos focos da elipse e o outro simplesmente ser preenchido com o vácuo.

## Nomenclatura
Demorou quase dois séculos para que a formulação atual da obra de Kepler assumisse sua forma estabelecida. A obra Eléments de la philosophie de Newton de Voltaire (Elementos da filosofia de Newton), de 1738, foi a primeira publicação a usar a terminologia de "leis". The Biographical Encyclopedia of Astronomers, em seu artigo sobre Kepler (p. 620), afirma que a terminologia de lei científica para essas descobertas era corrente pelo menos desde a época de Joseph de Lalande. Foi a exposição de Robert Small, em Um relato das descobertas astronômicas de Kepler (1814), que compôs o conjunto de três leis, acrescentando a terceira.

## Primeira lei de Kepler: lei das órbitas elípticas
| “ | O planeta em órbita em torno do Sol descreve uma elipse em que o Sol ocupa um dos focos. | ” |

Esta lei definiu que as órbitas não eram circunferências, como se supunha até então, mas sim elipses.
A distância de um dos focos até o objeto, mais a distância do objeto até o outro foco, é sempre igual não importando a localização do objeto ao longo da elipse.
As características de uma elipse, como tamanho e formato, são completamente determinadas pelo seu semi-eixo maior e sua excentricidade. A partir dos dados fornecidos por Brahe, Kepler fez uma importante descoberta: a órbita de Marte é elíptica, com o Sol localizado em um dos focos (enquanto o outro foco permanece vazio). A excentricidade da órbita de Marte é aproximadamente 0,1, tornando a órbita praticamente indistinguível de um círculo quando desenhada em escala. No entanto, essa pequena diferença revelou-se crucial para a compreensão dos movimentos planetários. Kepler generalizou esse resultado em sua primeira lei, estabelecendo que todas as órbitas dos planetas são elipses.

## Segunda lei de Kepler: lei das áreas
| “ | A linha que liga o planeta ao Sol varre áreas iguais em tempos iguais. | ” |

Ilustração da segunda lei de Kepler

Ao analisar as observações de Marte feitas por Brahe, Kepler fez uma descoberta notável: o planeta acelera à medida que se aproxima do Sol e desacelera à medida que se afasta dele. Para descrever exatamente essa relação, Kepler concebeu uma representação imaginária na qual o Sol e Marte estão conectados por uma linha reta elástica. Kepler descobriu que em intervalos iguais de tempo (t), as áreas varridas no espaço por essa linha imaginária são sempre iguais.
Esta lei determina que os planetas se movem com velocidades diferentes, dependendo da distância a que estão do Sol.
- Periélio é o ponto mais próximo do Sol, onde o planeta orbita mais rapidamente.
- Afélio é o ponto mais afastado do Sol, onde o planeta move-se mais lentamente.

## Terceira lei de Kepler: lei dos períodos
| “ | Os quadrados dos períodos de translação dos planetas são proporcionais aos cubos dos semi-eixos maiores de suas órbitas. | ” |

Ou seja, sendo {\displaystyle T} o período de revolução (ano do planeta) e {\displaystyle D} o semi-eixo maior da órbita de um planeta, tem-se:
{\displaystyle {\frac {T^{2}}{D^{3}}}=k}, com {\displaystyle k} sendo uma constante.
Esta lei indica que existe uma relação entre a distância do planeta e o período de translação (tempo que ele demora para completar uma revolução em torno do Sol). Portanto, quanto mais distante estiver do Sol mais tempo levará para completar sua volta em torno desta estrela.
A terceira lei de Kepler se aplica a todos os objetos que orbitam o Sol, incluindo a Terra, e fornece um meio para calcular suas distâncias relativas do Sol a partir do tempo que levam para orbitar.

## Descobertas posteriores
A explicação física do comportamento dos planetas veio somente um século depois, quando Isaac Newton foi capaz de deduzir as leis de Kepler a partir das hoje conhecidas como leis de Newton e de sua  lei da gravitação universal, usando sua invenção do cálculo. É possível notar, de suas leis, que outros modelos de gravitação dariam resultados empíricos falsos.
Em 1687, Newton publicou os Principia, onde explica as forças que agem sobre os planetas devido à presença do Sol:
| “ | Da primeira lei de Kepler que a força que age constantemente sobre o planeta tem sua linha de ação passando pelo Sol, para o qual é dirigida. Portanto o Sol tudo atrai. Da segunda que essa força é também inversamente proporcional ao quadrado da distância entre o Sol e o planeta. Ou seja, que quanto mais perto o planeta está maior é a força de atração do Sol. E da terceira que devido ao Sol, a força que age constantemente sobre o planeta, além de ser central, estar dirigida para o Sol e ser inversamente proporcional ao quadrado da distância, é diretamente proporcional à massa do planeta. O coeficiente de proporcionalidade não depende do planeta. | ” |

### Dedução das leis de Kepler
Com a Teoria da Gravitação Universal de Isaac Newton, foi possível postular um único princípio:
que, aliado às Três Leis de Newton, foi capaz de explicar completamente as observações astronômicas conhecidas até a época e ainda depois, até a descoberta de que a velocidade da luz no vácuo é constante para todos os referenciais. Essa descoberta levou à criação da teoria da relatividade restrita e, consequentemente, da teoria da relatividade geral, que, para certos fenômenos que até então não haviam sido observados, invalida a teoria de Newton da gravitação.
No entanto, as leis de Newton e a sua teoria da gravidade são mais do que o suficientes para explicar as leis de Kepler. De fato, as três leis são deriváveis da simples equação postulada acima, de modo que ainda aparecem mais completas do que da forma descrita por Kepler.
Para derivá-las, é preciso introduzir alguns conceitos.
{\displaystyle {\dot {x}}} representa a derivada temporal de x, enquanto {\displaystyle {\ddot {x}}} é a derivada temporal segunda de {\displaystyle x}.
{\displaystyle {\hat {r}}} é o vetor unitário que indica a direção do planeta em relação à sua estrela.
A derivada temporal desse vetor, que representaremos como {\displaystyle {\dot {\hat {r}}}} é igual a {\displaystyle {\dot {\theta }}.{\hat {\theta }}}, onde {\displaystyle {\dot {\theta }}} é a velocidade angular do planeta em relação à estrela, e {\displaystyle {\hat {\theta }}} é um vetor unitário perpendicular a {\displaystyle {\hat {r}}}. Existem duas direções possíveis de um vetor unitário perpendicular a outro, mas a direção deste é escolhida de modo que {\displaystyle {\hat {r}}} tivesse que virar no sentido anti-horário para apontar na mesma direção dele.
A derivada de {\displaystyle {\hat {\theta }}}, por sua vez, é {\displaystyle -{\dot {\theta }}.{\hat {r}}}.
O vetor {\displaystyle {\vec {r}}} é o vetor-posição do planeta em relação à sua estrela, e é definido como {\displaystyle {\vec {r}}=r{\hat {r}}}, onde {\displaystyle r} é o módulo da distância entre o planeta e a estrela. Assim, {\displaystyle {\dot {\vec {r}}}={\dot {r}}{\hat {r}}+r{\dot {\hat {r}}}}.
Seguindo daí,
{\displaystyle {\ddot {\vec {r}}}={\ddot {r}}{\hat {r}}+{\dot {r}}{\dot {\hat {r}}}+{\dot {r}}{\dot {\theta }}{\hat {\theta }}+r{\ddot {\theta }}{\hat {\theta }}+r{\dot {\theta }}{\dot {\hat {\theta }}}}
{\displaystyle {\ddot {\vec {r}}}={\ddot {r}}{\hat {r}}+{\dot {r}}{\dot {\theta }}{\hat {\theta }}+{\dot {r}}{\dot {\theta }}{\hat {\theta }}+r{\ddot {\theta }}{\hat {\theta }}-r{\dot {\theta }}{\dot {\theta }}{\hat {r}}}.
Organizando, temos, {\displaystyle {\ddot {\vec {r}}}=({\ddot {r}}-r{\dot {\theta }}^{2}){\hat {r}}+(r{\ddot {\theta }}+2{\dot {r}}{\dot {\theta }}){\hat {\theta }}}
Isso será usado na derivação das leis, que vem a seguir:

#### Primeira lei de Kepler
Em primeiro lugar, consideramos o planeta como sendo uma partícula (o que se justifica com boa aproximação para o fim das leis de kepler, já que o tamanho dos planetas do sistema solar são desprezíveis em comparação com a sua distância ao sol). Então, usamos a teoria da gravitação universal:
{\displaystyle {\vec {F}}=-G{\frac {Mm}{r^{2}}}{\hat {r}}}
Supondo que a massa do planeta é constante, (o que está de acordo com os sistemas observados por kepler), usamos a Segunda Lei de Newton.
{\displaystyle m{\ddot {\vec {r}}}=-G{\frac {Mm}{r^{2}}}{\hat {r}}}
{\displaystyle {\ddot {\vec {r}}}=-G{\frac {M}{r^{2}}}{\hat {r}}}
{\displaystyle ({\ddot {r}}-r{\dot {\theta }}^{2}){\hat {r}}+(r{\ddot {\theta }}+2{\dot {r}}{\dot {\theta }}){\hat {\theta }}=G{\frac {M}{r^{2}}}{\hat {r}}}
Assim,
{\displaystyle {\ddot {r}}-r{\dot {\theta }}^{2}=-G{\frac {M}{r^{2}}}}
e
{\displaystyle r{\ddot {\theta }}+2{\dot {r}}{\dot {\theta }}=0}
Da última, podemos derivar a conservação do momento angular, multiplicando os dois membros por {\displaystyle mr}:
{\displaystyle mr^{2}{\ddot {\theta }}+2mr{\dot {r}}{\dot {\theta }}=0}
{\displaystyle {\frac {d}{dt}}[mr^{2}{\dot {\theta }}]=0}
{\displaystyle mr^{2}{\dot {\theta }}=l}
onde {\displaystyle l} é uma constante, que sabemos ser a magnitude do momento angular.
Podemos transformar derivadas temporais em derivadas em relação a {\displaystyle \theta }, a partir da seguinte relação:
{\displaystyle {\frac {d\theta }{dt}}={\frac {l}{mr^{2}}}}
Se tivermos a derivada de qualquer função {\displaystyle X(t)} em relação ao tempo, podemos usar a regra da cadeia:
{\displaystyle {\frac {dX}{dt}}={\frac {dX}{d\theta }}{\frac {d\theta }{dt}}}
{\displaystyle {\frac {dX}{dt}}={\frac {l}{mr^{2}}}{\frac {dX}{d\theta }}}
O que é de grande utilidade na equação diferencial.
Para a primeira equação temos:
{\displaystyle {\ddot {r}}-r{\dot {\theta }}^{2}=-G{\frac {M}{r^{2}}}}
{\displaystyle {\frac {l}{mr^{2}}}{\frac {d}{d\theta }}\left[{\frac {l}{mr^{2}}}{\frac {dr}{d\theta }}\right]-r{\dot {\theta }}^{2}=-G{\frac {M}{r^{2}}}}
{\displaystyle {\frac {l}{mr^{2}}}.\left(-2{\frac {l}{mr^{3}}}\left({\frac {dr}{d\theta }}\right)^{2}+{\frac {l}{mr^{2}}}{\frac {d^{2}r}{d\theta ^{2}}}\right)-r{\dot {\theta }}^{2}=-G{\frac {M}{r^{2}}}}
{\displaystyle -2{\frac {l^{2}}{m^{2}r^{5}}}\left({\frac {dr}{d\theta }}\right)^{2}+{\frac {l^{2}}{m^{2}r^{4}}}{\frac {d^{2}r}{d\theta ^{2}}}-r{\dot {\theta }}^{2}=-G{\frac {M}{r^{2}}}}
É preciso aqui extrair do momento angular uma relação útil:
{\displaystyle l=mr^{2}{\dot {\theta }}}
{\displaystyle {\dot {\theta }}={\frac {l}{mr^{2}}}}
Substituindo na equação principal,
{\displaystyle -2{\frac {l^{2}}{m^{2}r^{5}}}\left({\frac {dr}{d\theta }}\right)^{2}+{\frac {l^{2}}{m^{2}r^{4}}}{\frac {d^{2}r}{d\theta ^{2}}}-{\frac {l^{2}}{m^{2}r^{3}}}=-G{\frac {M}{r^{2}}}}
Aqui, convém usar uma transformação de variável:
{\displaystyle u=r^{-1}}
{\displaystyle {\frac {du}{d\theta }}=-r^{-2}{\frac {dr}{d\theta }}}
{\displaystyle {\frac {d^{2}u}{d\theta ^{2}}}=2r^{-3}\left({\frac {dr}{d\theta }}\right)^{2}-r^{-2}{\frac {d^{2}r}{d\theta ^{2}}}}
Utilizando-a na equação diferencial, a simplificamos significativamente.
{\displaystyle -{\frac {l^{2}}{m^{2}r^{2}}}{\frac {d^{2}u}{d\theta ^{2}}}-{\frac {l^{2}}{m^{2}r^{3}}}=-G{\frac {M}{r^{2}}}}
{\displaystyle -{\frac {l^{2}}{m^{2}}}{\frac {d^{2}u}{d\theta ^{2}}}-{\frac {l^{2}}{m^{2}r}}=-GM}
{\displaystyle {\frac {d^{2}u}{d\theta ^{2}}}+u={\frac {GMm^{2}}{l^{2}}}}
A função que satisfaz à essa equação diferencial é:
{\displaystyle u={\frac {GMm^{2}}{l^{2}}}+\epsilon \cos(\theta +{\theta }_{0})}
Ou seja,
{\displaystyle r={\frac {l^{2}}{GMm^{2}}}{\frac {1}{1+\epsilon \cos(\theta +{\theta }_{0})}}}
{\displaystyle \epsilon } é uma constante arbitrária de integração, e pode ser obtido se for dada a posição do planeta em qualquer instante. Com {\displaystyle \epsilon } menor do que {\displaystyle 1}, temos a equação de uma elipse escrita em coordenadas polares. Se {\displaystyle \epsilon } for {\displaystyle 0}, a equação é a de um círculo.
Assim, derivamos a Primeira Lei de Kepler.

#### Segunda lei de Kepler
A segunda Lei de Kepler é bem mais simples de se derivar.
A área descrita pelo raio-vetor que liga o planeta à sua estrela durante um certo tempo é dada por
{\displaystyle \sum _{i}^{N}a_{i}}
Onde {\displaystyle a_{i}} são as áreas percorridas em frações desse tempo. Podemos fazer essas frações de tempo arbitrariamente pequenas, e consequentemente teremos um {\displaystyle N} cada vez maior. Nada se altera se fizermos o limite em que as frações de tempo tendem a {\displaystyle 0}, ou seja:
{\displaystyle A=\lim _{N\to \infty }\sum _{i}^{N}a_{i}}.
Quando tomamos áreas {\displaystyle a_{i}} menores, elas se aproximam arbitrariamente da área de um triângulo com base {\displaystyle \Delta r_{i}} e altura {\displaystyle r_{i}}, onde {\displaystyle r_{i}} é a magnitude do raio vetor {\displaystyle {\vec {r}}_{i}} que liga o planeta à sua estrela em algum instante dentro de um intervalo de tempo {\displaystyle [t,t+\Delta t]}, e {\displaystyle \Delta r_{i}=|{\vec {r}}_{i}-{\vec {r}}_{i-1}|}, com {\displaystyle {\vec {r}}_{i-1}} sendo o análogo de {\displaystyle r_{i}} em algum instante dentro do intervalo {\displaystyle [t-\Delta t,t]}. Ou seja, {\displaystyle \Delta r_{i}} é simplesmente a distância percorrida pelo planeta em um certo tempo.
Ou seja, as áreas {\displaystyle a_{i}} se aproximam arbitrariamente de:
{\displaystyle {\frac {r_{i}.\Delta r_{i}}{2}}}
{\displaystyle \Delta r_{i}} também pode se expressado como {\displaystyle v_{i}\Delta t}, onde {\displaystyle v_{i}} é a velocidade do planeta, em algum instante do mesmo intervalo de tempo de {\displaystyle r_{i}}.
Quando {\displaystyle N} tende a infinito, {\displaystyle \Delta t} tende a {\displaystyle 0}. Assim,
{\displaystyle \lim _{N\to \infty }\sum _{i}^{N}a_{i}=\lim _{N\to \infty }\sum _{i}^{N}{\frac {r_{i}.v_{i}\Delta t}{2}}}
O que constitui uma integral:
{\displaystyle A=\int _{0}^{t}{\frac {rv}{2}}dt}
ou, como {\displaystyle v=r{\dot {\theta }}},
{\displaystyle A=\int _{0}^{t}{\frac {r^{2}{\dot {\theta }}}{2}}dt}
{\displaystyle r^{2}{\dot {\theta }}} é o momento angular sobre a massa, o que nesse caso permanece sempre constante. Assim, a integral dá:
{\displaystyle A={\frac {l}{2m}}t}
Como o momento angular é sempre o mesmo, são percorridas áreas iguais em tempos iguais. Temos a segunda Lei de Kepler

#### Terceira lei de Kepler
A terceira Lei de Kepler é mais sutil. Ela é escrita em função do raio médio, então devemos achar esse raio. Na equação do raio:
{\displaystyle r={\frac {l^{2}}{GMm^{2}}}{\frac {1}{1+\epsilon \cos(\theta +{\theta }_{0})}}}
A única variável é o {\displaystyle \cos(\theta +\theta _{0})}, de modo que o raio médio corresponde ao valor médio dessa variável. Esse valor corresponde a {\displaystyle \langle \cos(\theta +\theta _{0})\rangle ={\frac {1}{2\pi }}\int _{0}^{2\pi }\cos(\theta +{\theta }_{0})d\theta ={\frac {1}{2\pi }}(\sin(2\pi +\theta )-\sin(\theta ))=0} . Assim, o raio médio correspondente é:
{\displaystyle {r}_{med}={\frac {l^{2}}{GMm^{2}}}}
Podemos pensar também na velocidade angular média, correspondente ao raio médio. Ambos estão ligados através do momento angular ({\displaystyle l=m{\dot {\theta }}_{med}{r}_{med}^{2}}). Então
{\displaystyle l=m{{\dot {\theta }}_{med}}{\frac {l^{4}}{G^{2}M^{2}m^{4}}}}
{\displaystyle {{\dot {\theta }}_{med}}={\frac {G^{2}M^{2}m^{3}}{l^{3}}}}
Uma definição importante é a do período, em função da velocidade angular média:
{\displaystyle P={\frac {2\pi }{{\dot {\theta }}_{med}}}}
A presença da velocidade angular média nessa equação é justificada pelo fato de que deve haver algum valor da velocidade angular, em algum instante, que satisfaça a essa equação. Esse valor é justamente o da velocidade angular média.
É possível demonstrar que o período de um planeta com órbita circular de raio {\displaystyle {r}_{med}} e velocidade angular {\displaystyle {{\dot {\theta }}_{med}}} é igual ao período de qualquer planeta com órbita elíptica de raio médio {\displaystyle {r}_{med}} e velocidade angular média {\displaystyle {{\dot {\theta }}_{med}}}. Isso é feito através da Segunda Lei de Kepler. A área total de um círculo é {\displaystyle \pi {r}_{med}^{2}}, e a área total de uma elipse é, pela Segunda Lei, {\displaystyle {\frac {l}{2m}}P}. Através da definição de {\displaystyle P} acima, vemos:
{\displaystyle A={\frac {l}{2m}}P}
{\displaystyle A={\frac {l\pi }{{m{\dot {\theta }}}_{med}}}}
{\displaystyle A={\frac {l^{4}\pi }{G^{2}M^{2}m^{4}}}}
Lembrando a equação correspondente ao raio médio ({\displaystyle {r}_{med}={\frac {l^{2}}{GMm^{2}}}}), temos:
{\displaystyle A={r}_{med}^{2}\pi }
Que corresponde à área do círculo. Como, pela Segunda Lei, áreas iguais são percorridas em tempos iguais, então o período do planeta de órbita elíptica pode ser tomado a partir do período de uma órbita circular correspondente.
{\displaystyle P={\frac {2\pi }{{\dot {\theta }}_{med}}}}
{\displaystyle P={\frac {2\pi l^{3}}{G^{2}M^{2}m^{3}}}}
{\displaystyle P={\frac {2\pi {r}_{med}^{\frac {3}{2}}}{\sqrt {GM}}}}
{\displaystyle P^{2}={\frac {4\pi ^{2}{r}_{med}^{3}}{GM}}}
{\displaystyle {\frac {P^{2}}{{r}_{med}^{3}}}={\frac {4\pi ^{2}}{GM}}}
O que constitui a terceira lei de Kepler.